# Gogoro
Gogoro — тайванська компанія, яка розробила платформу для заправки міських електричних двоколісних скутерів, мопедів і мотоциклів із заміною батарей. Вона також розробляє власну лінійку електричних скутерів і пропонує власні інновації для транспортних засобів таким партнерам-виробникам транспортних засобів, як Hero, Yamaha, Aeonmotor, PGO, eReady та eMOVING. Gogoro також керує GoShare, послугою спільного використання поїздок, на Тайвані та на острові Ісігакі в Японії.
Gogoro Smartscooter, перший споживчий продукт від Gogoro, був представлений на виставці побутової електроніки (CES) у Лас-Вегасі в січні 2015 року. Разом зі скутером Gogoro анонсували мережу заміни акумуляторів під назвою Gogoro Energy Network.

## Історія
Gogoro була заснована в 2011 році підприємцями Хорасом Люком і Меттом Тейлором. У рік заснування Gogoro залучили 50 мільйонів доларів початкового фінансування від доктора Семюеля Їна з Ruentex Group і Шер Ван. У листопаді 2015 року Gogoro оголосили про раунд інвестицій у розмірі 30 мільйонів доларів США від Panasonic і Фонду національного розвитку Тайваню. У вересні 2017 року Gogoro оголосили про раунд інвестицій у розмірі 300 мільйонів доларів серії C від сінгапурської компанії Temasek, Generation Investment Management (співзасновником якої є Альберт Гор), японської корпорації Sumitomo та французької комунальної компанії Engie, збільшивши інноваторський капітал Smartscooter до 480 мільйонів доларів США. Компанія стала публічною у 2022 році після злиття з компанією спеціального призначення Poema Global, зареєстрованою на Nasdaq.
21 квітня 2021 року Gogoro оголосили про стратегічне партнерство з провідним у світі виробником двоколісних транспортних засобів, Hero MotoCorp, щоб розгорнути систему заміни акумуляторів Gogoro Network в Індії.
У грудні 2020 року аналітична компанія Frost & Sullivan визнала Gogoro «Глобальною компанією року 2020» на ринку електросамокатів зі змінними батареями..

## Gogoro Network

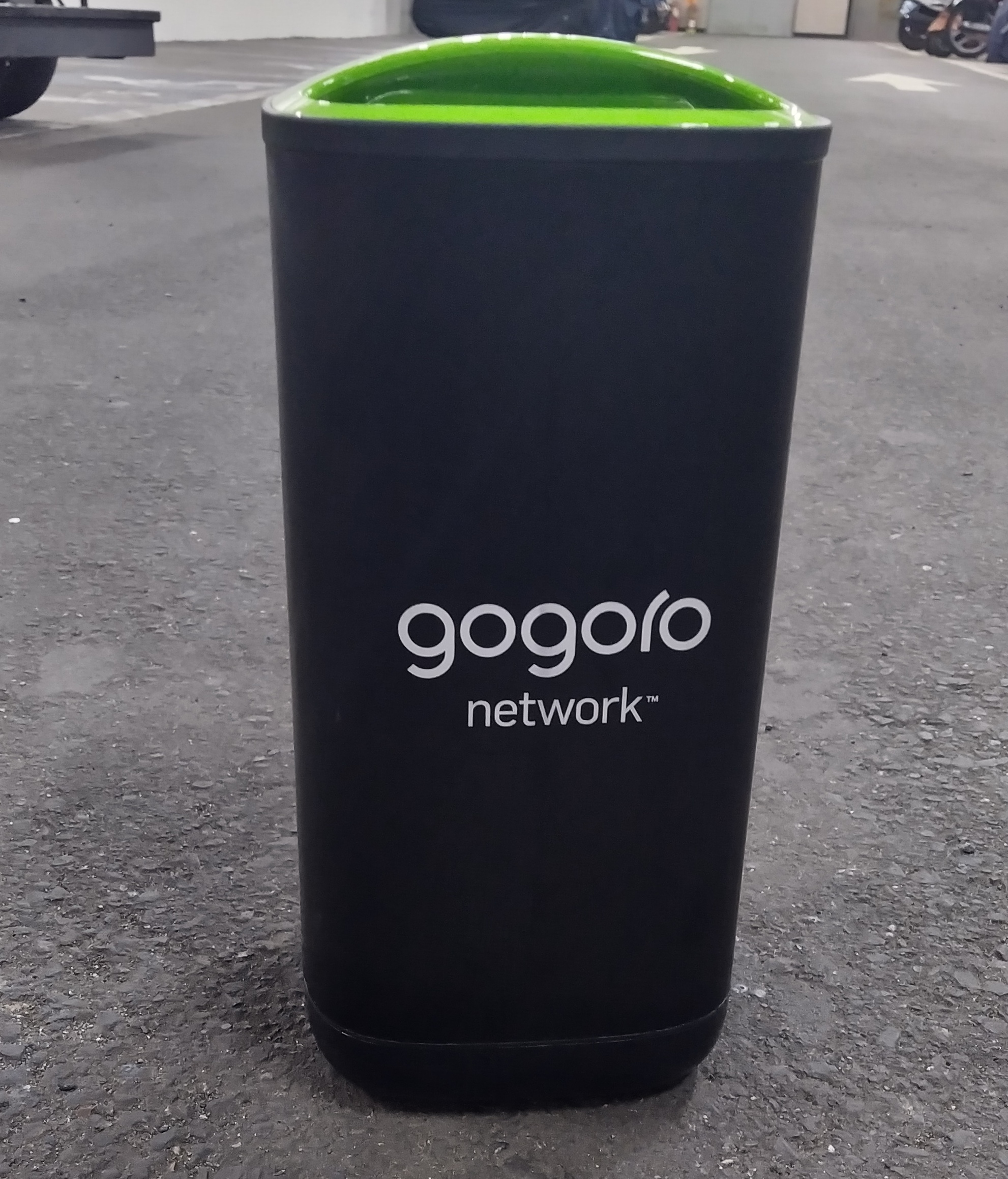
Розумна батарея Gogoro Network

Gogoro Network — модульна інфраструктура заміни батарей, призначена для розгортання в містах для електрозаправки двоколісних транспортних засобів, таких як скутери, мопеди та мотоцикли. Гонщики зможуть замінити розряджені батареї в мережі кіосків під назвою GoStation за щомісячну абонентську плату. За даними Gogoro, станом на квітень 2021 року на ринку Тайваню мережа Gogoro Network налічувала 370 000 користувачів і здійснила понад 175 мільйонів замін батарей, 265 000 на день, через свої 2 000 станції GoStation.
Gogoro Smartscooter був першим транспортним засобом, інтегрованим у мережу Gogoro у 2015 році.
Мережа також включає програму Powered by Gogoro Network, за допомогою якої інші виробники електросамокатів можуть створювати самокати, що використовують інфраструктуру Gogoro Network. Станом на квітень 2021 року Gogoro має сім партнерів-виробників транспортних засобів, серед яких Hero, Yamaha, Aeonmotor, PGO, eReady, eMOVING та Gogoro.
У 2022 році Gogoro оголосили про плани запуску в Сінгапурі.

### Gogoro Network в Тайвані

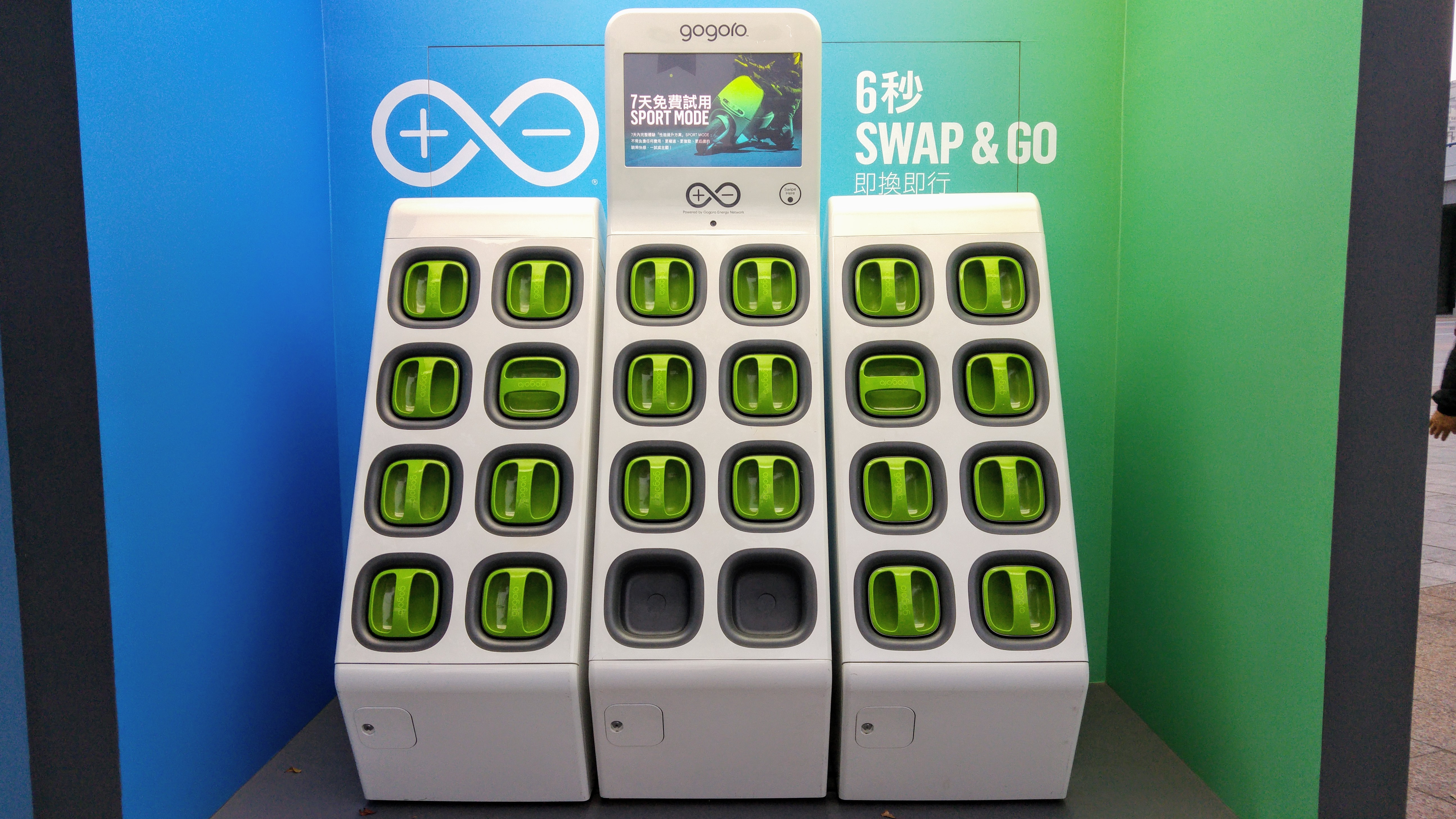
GoStation

У липні 2015 року Gogoro Smartscooter було запущено на Тайвані, країні з найвищою щільністю скутерів у світі. До кінця того ж року було продано більше 4000 Smartscooter-ів, а його частка на ринку електричних скутерів Тайваню досягла 33,94 %. За словами Gogoro, у 2016 році компанія мала GoStation менше ніж кожні 1,3 кілометра в Тайбеї.
У лютому 2021 року мережа складалася з 1959 GoStation і понад 764 000 акумуляторних блоків. 66 GoStation у 2021 році були Super GoStation, які були більшими за звичайні GoStation і могли обслуговувати до 1000 пасажирів на день. Деякі станції мають мережеві батареї, здатні продовжувати заряджати батареї скутерів під час збоїв у мережі.

### Gogoro Network в Китаї
У жовтні 2021 року мережу Gogoro Network запустили в Ханчжоу, Китай, під брендом Huan Huan із 45 GoStation у партнерстві з Yadea та Dachangjiang Group. Відтоді мережа розширилася до Усі та Куньміна, станом на вересень 2022 року в Китаї налічувалося 250 станцій обміну. У листопаді 2022 року Gogoro оголосили, що відкладає свої плани розширення в Китаї через економічну та геополітичну невизначеність.

### Gogoro Network в Індонезії
У грудні 2021 року Gogoro разом із Gojek запустили пробну програму в Джакарті з 250 Smartscooter і 4 GoStation.

### Gogoro Network в Сінгапурі
У вересні 2022 року Управління наземного транспорту Сінгапуру (LTA) нагородило Gogoro проєктом для запуску SmartScooter-ів і технології заміни батарей.

### Gogoro Network в Ізраїлі
Ізраїль є одним із перших ринків за межами Тайваню, який дослідив Gogoro. У вересні 2022 року Gogoro запустила свої Smartscooter-и і технологію заміни батарей у Тель-Авіві, а найближчим часом планує розширити роботу в інших містах Ізраїлю.

### Gogoro Network в Індії
3 листопада 2022 року Gogoro оголосили про процес заміни акумуляторів у Делі у партнерстві з компанією доставки Zypp Electric. Мережа почала роботу 8 листопада 2022 року.
У січні 2023 року Gogoro оголосили про партнерство з Belrise Industries і штатом Махараштра, щоб інвестувати 2,5 мільярда доларів в інфраструктуру заряджання та заміни батарей.

### Gogoro Network на Філіппінах
29 листопада 2022 року Gogoro оголосила про програму заміни батарей у Манілі у партнерстві з Ayala Corporation, яку планується запустити в першому кварталі 2023 року.

## Продукти

### Gogoro 1 Smartscooter
Випущений в 2015 році. Gogoro Smartscooter — електричний скутер, призначений для міського транспорту. Він працює від електродвигуна, розробленого компанією Gogoro, який продається як синхронний двигун G1 з алюмінієвим рідинним охолодженням і постійними магнітами. Замість підключення до розетки для підзарядки, Smartscooter працює від змінних літій-іонних батарей Panasonic 18650.
Випущений в 2017 році. Друга модель Gogoro. Компанія наводить такі цифри для Smartscooter на основі внутрішнього тестування: Датчики Smartscooter збирають таку інформацію, як швидкість, рівень заряду батареї, рівень споживання, системні збої та падіння скутера. Ця інформація надається водіям через мобільні програми Gogoro.

### Gogoro Viva
У вересні 2019 року Gogoro представили Viva Smartscooter, менший електричний скутер, який надавав менші можливості для клієнтів.

## Партнери
Gogoro оголосили про такі стратегічні партнерства:
- Hero MotoCorp: 21 квітня 2021 року Gogoro оголосили про стратегічне партнерство з провідним у світі виробником двоколісних транспортних засобів Hero MotoCorp, щоб розгорнути заміну батарей Gogoro Network в Індії.
- Coup Mobility GmbH: служба обміну електросамокатами з використанням скутерів Gogoro, яка працювала в Берліні, Тюбінгені, Парижі та Мадриді між 2016 і 2020 роками, але була закрита з економічних причин[50].
- Tier Mobility GmbH: служба обміну електросамокатами, що працює в Берліні, Кельні, Мюнхені та Гамбурзі[51].
- Ride Go Share: служба обміну електросамокатами на Окінаві, Японія[52].
- Карбонові ремені: розроблено у партнерстві з Gates
- Ефективні шини: розроблено у партнерстві з Maxxis
- Акумуляторні елементи: розроблено в партнерстві з Panasonic[46]